# Lucerne (Wyoming)
Lucerne is een plaats (census-designated place) in de Amerikaanse staat Wyoming, en valt bestuurlijk gezien onder Hot Springs County.

## Demografie
Bij de volkstelling in 2000 werd het aantal inwoners vastgesteld op 525.

## Geografie
Volgens het United States Census Bureau beslaat de plaats een oppervlakte van 53,0 km², waarvan 51,3 km² land en 1,7 km² water.

## Plaatsen in de nabije omgeving
De onderstaande figuur toont nabijgelegen plaatsen in een straal van 76 km rond Lucerne.